# Sbor Mistra Jakoubka ze Stříbra
Sbor Mistra Jakoubka ze Stříbra je jedním ze sborů Církve československé husitské. Tato funkcionalistická stavba se nachází na Březových Horách v Příbrami VI, v Prokopské ul. 314.

## Historie a charakter stavby

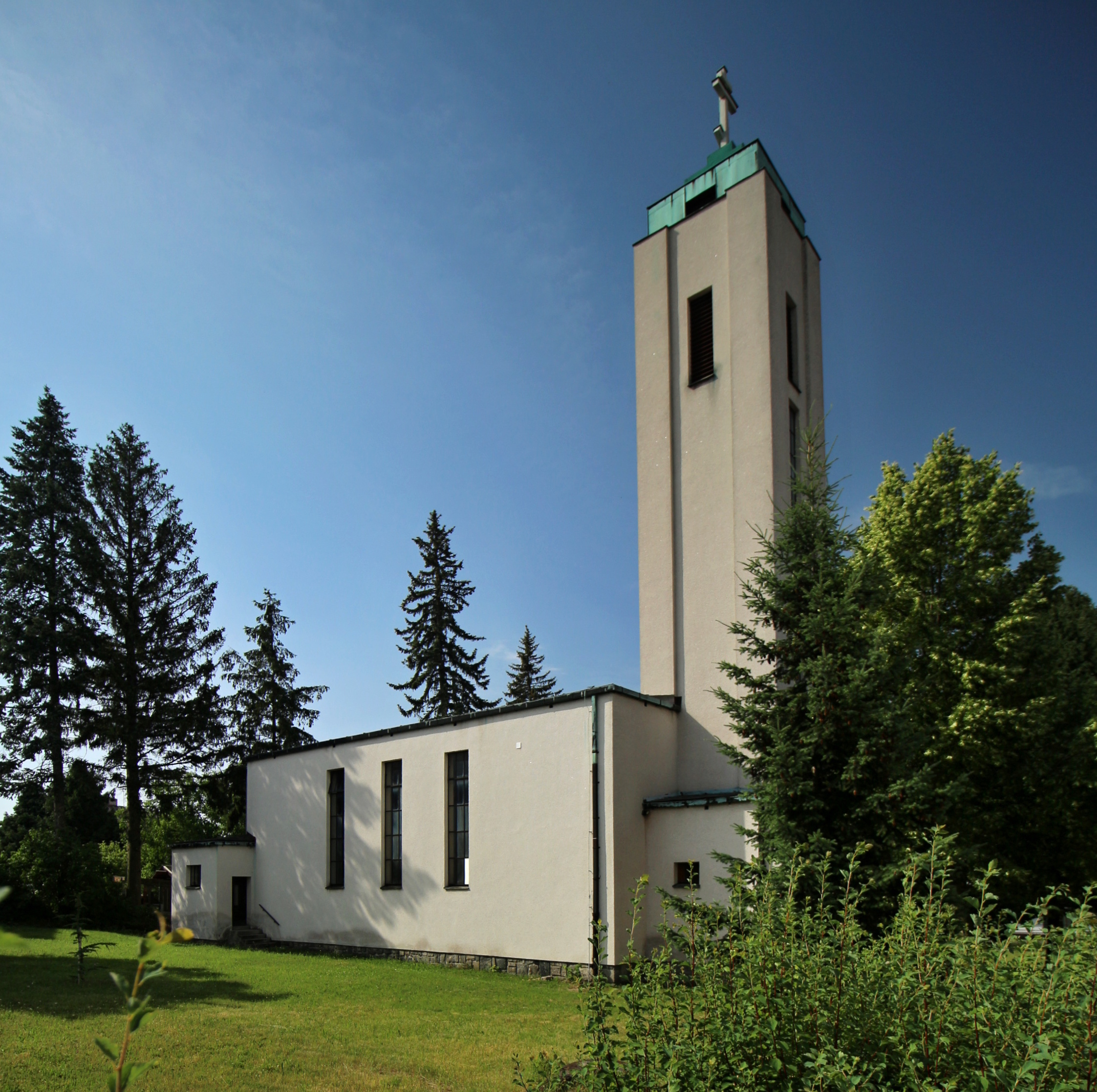
Budova sboru

Březohorský sbor byl pojmenován podle spolupracovníka a pokračovatele učení Mistra Jana Husa, který se zasazoval a prosadil přijímání pod obojí způsobou, tj. chlebem a vínem. Iniciátorem tohoto pojmenování byl prof. František Kalous, první duchovní zdejšího sboru, který se též význačnou měrou zasloužil o výstavbu chrámu. Budova sboru se nachází v tiché části Březových Hor, uprostřed zeleně vzrostlých stromů. Celý komplex je ukázkou funkcionalistické sakrální stavby s vkusně upraveným okolím.
Budova sboru je postavena ve funkcionalistickém a konstruktivistickém slohu dle návrhu architekta Stanislava Vachaty. Slavnostní výkop základů byl proveden 11. května 1936 za přítomnosti četných věřících, duchovních a prof. Františka Kalouse význačného duchovního a jednoho ze zakladatelů Církve československé (husitské). Základní kameny sboru pak byly slavnostně položeny 24. května 1936 a již o dva měsíce později 26. července poprvé zazněly tři zvony od firmy Herold, pojmenované Hus, Masaryk a Farský na počest padlých v první světové válce. Dominantou sboru je bílá třicetimetrová věž zakončená dvouramenným křížem a ochozem s vyhlídkou. Byla dokončena v září téhož roku a o necelý měsíc později byl Sbor Mistra Jakoubka ze Stříbra za přítomnosti patriarchy Církve československé (husitské) dr. Gustava Adolfa Procházky 25. října 1936 slavnostně otevřen. Během druhé světové války byly dva z původních tří zvonů Hus a Masaryk násilně zabaveny pro potřeby zbrojního průmyslu nacistických okupantů a nenávratně zničeny. Zůstal jen zvon pojmenovaný po dr. Karlu Farském, který slouží svému účelu dodnes.

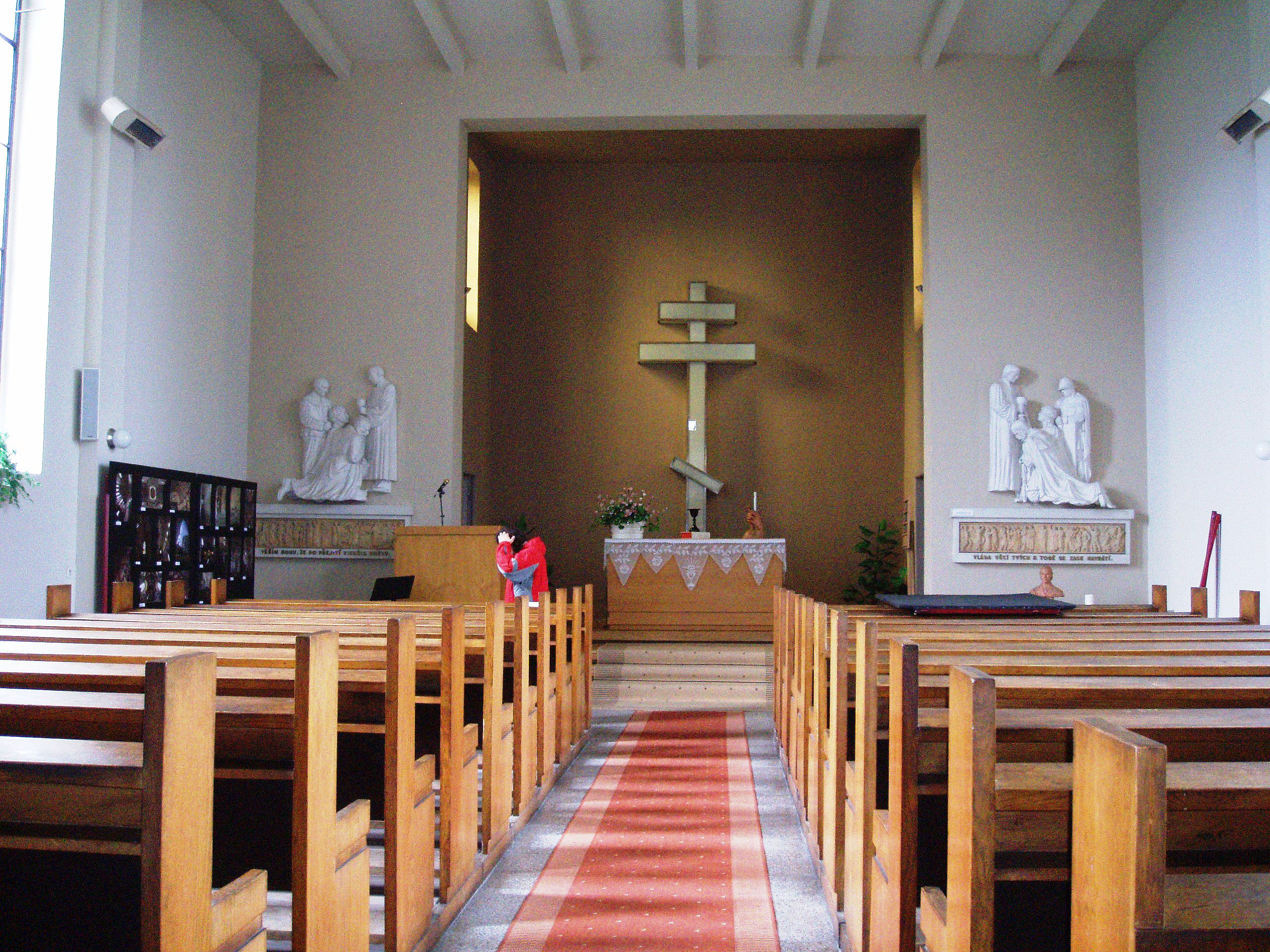
Interier kostela Mistra Jakoubka ze Stříbra (Příbram-Březové Hory)

Interiér sboru zachovává prvky funkcionalistické stavby. V průčelí se nachází obřadní prostor s kněžištěm a velkým světelným křížem. Ten spočívá symbolicky na základních kamenech dovezených z husitského města Tábora, horního města Stříbra a příbramského Vojtěšského dolu z hloubky 1000 m. Na bohoslužebném stole je svícen v podobě sepjatých rukou nad horou Říp s nápisem: „Modlitba za vlast“. Průčelí po stranách kněžiště zdobí reliefy akademického sochaře Václava Šáry a představují Přijímání s kalichem Mistra Jakoubka ze Stříbra a Večeři páně s podobami prof. Františka Kalouse a jeho blízkých z církve. Pod zmíněnými reliefy jsou další dva od sochaře a malíře Václava Antoše, a to Pláč exulantů po Bílé hoře s Janem Ámosem Komenským a Radost z osvobození 28.10.1918 s Tomášem Garrigue Masarykem. Pod tím čteme Komenského proroctví „Věřím Bohu, že po přejití vichřic hněvu vláda věcí tvých se k tobě navrátí, o lide český". V rozích sboru se nacházejí sousoší Práce, které představuje horník a legionář. Láska, kterou představuje student a studentka z díla Aloise Jiráska a Svoboda, kterou představují českoslovenští prezidenti Tomáš Garrigue Masaryk a Eduard Beneš. Všechny tyto symboly přežily bez úhony dobu nacistické okupace i komunistický režim a jsou původní. Sbor Mistra Jakoubka ze Stříbra na Březových Horách svým pojetím, tak jako řada dalších sborů Církve československé husitské naplňuje ideje zakladatelů této církve: „Sbor je vlastně rozšířená místnost pro rodinu - má vynikat útulností, ke které přispívá krásný obraz" (prof. František Kalous), nepřezdobený a bez tísně posvátnosti a kde „Kněz je bratrem všech přítomných“ (dr. Karel Farský).

## Další využití budovy
Kromě bohoslužeb, duchovní péče a náboženské výchovy dětí je sbor také zázemím pro bohatý kulturní život, výstavy a různé sociální a vzdělávací aktivity. Při sboru působí Komorní sbor Mistra Jakoubka ze Stříbra (Jakoubci) s repertoárem současných i středověkých náboženských písní a chorálů. V kostele je celoročně vystaven hornický betlém. Součástí budovy je též kolumbárium s popelem zemřelých bez ohledu na jejich dřívější náboženské přesvědčení.